# Frente popular

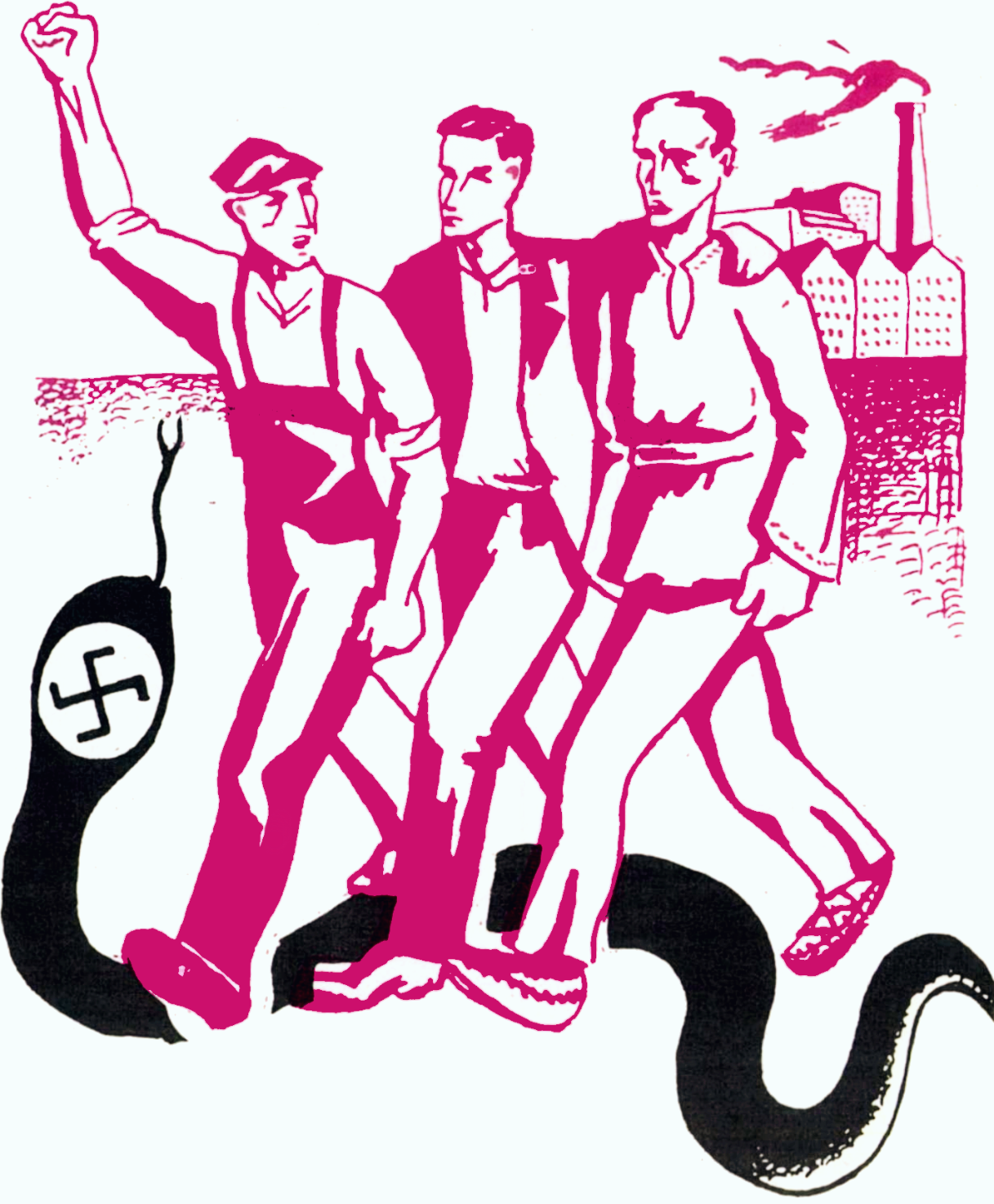
Representação de uma frente popular no jornal romeno esquerdista e antifascista Cuvântul Liber, 1935

Frente Popular foi o nome de diversas forças ou coligações eleitorais de partidos de esquerda.
Seus componentes principais eram partidos de esquerda (socialistas e comunistas) junto a partidos burgueses liberais e o de centro-esquerda (radicais republicanos).
As coligações mais destacáveis foram:
- A Frente Popular da França: coligação política de socialistas, comunistas e radicais. Formada em Dezembro de 1935, ganhou as eleições parlamentares de Maio de 1936 sendo eleito primeiro ministro Léon Blum. Manteve-se no poder até 1938.
- A Frente Popular da Espanha, coligação política de republicanos de esquerda, socialistas e comunistas formada em 1935. Ganhou as eleições gerais espanholas de 1936 e manteve-se no governo até o final da Guerra Civil Espanhola em 1939, com Manuel Azaña como presidente da II República. A presidência do Governo, pela sua vez, era ocupada por Santiago Casares Quiroga.
- A Frente Popular do Chile, que foi uma coligação entre os partidos comunistas, socialistas, radicais e a Confederação de Trabalhadores do Chile formada em 1937. Levou à presidência da república, ao ganhar as eleições de 1938, a Pedro Aguirre Cerda. A Frente Popular e alianças similares (como a Aliança Democrática) que o sucederão mantiveram-se no poder até 1947, sendo eleitos Juan Antonio Ríos e Gabriel González Videla.

## Origem
As "frentes populares" foram concebidas em um movimento de "giro" da Internacional Comunista. Nos anos vinte, até a ascensão do nazismo, o órgão máximo dos partidos comunistas aplicou uma política tida por muitos como ultra-esquerdista, a qual negava qualquer tipo de aliança entre os partidos comunistas e os partidos da social-democracia (partidos socialistas). Esta posição foi adotada no VI Congresso da Internacional Comunista, a qual abandonou a linha da frente única, proibindo qualquer aliança com a social-democracia, caracterizada como "ala esquerda do fascismo".
Após 1933 e a proscrição política do Partido Comunista Alemão, a Internacional Comunista, em nome de "barrar o fascismo", gira 180º em sua política, adotando a linha das frentes populares.